# Egg cream

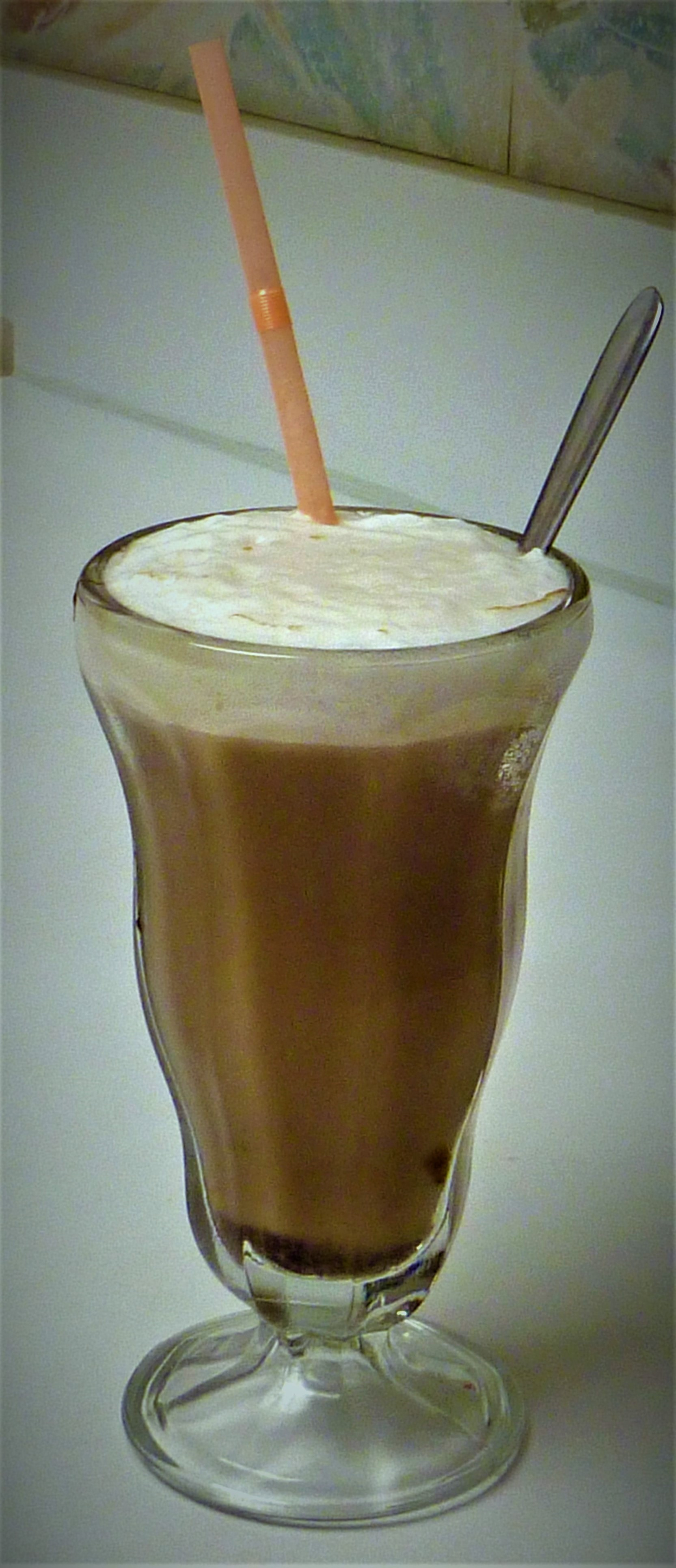

Egg cream (engl. Eiersahne) ist ein US-amerikanisches Mischgetränk aus Milch, Mineralwasser und Schokoladensirup, das Ende des 19. Jahrhunderts in New York City erfunden wurde, wobei die Urheberschaft und die Entstehung des Namens umstritten sind. Trotz des Namens enthält das Getränk weder Eier noch Sahne. Es war jahrzehntelang bis in die 1950er Jahre ein überaus populäres Getränk in allen New Yorker Eisdielen und in anderen Regionen der USA. Es wurde auch als „Eiscreme-Soda des armen Mannes“ bezeichnet, weil es eine billige Alternative war.
Der Schokoladensirup wurde später mitunter auch durch solchen mit Vanille- oder Erdbeergeschmack ersetzt. In jedem Fall enthält Egg cream kalte Milch und Mineralwasser mit Kohlensäure. In New York gibt es angeblich zwei Varianten der Zubereitung: In Brooklyn wird zunächst der Sirup eingefüllt, danach die Milch und zum Schluss das Wasser, so dass sich ein weißer Schaum bildet. In der Bronx wird der Sirup mit dem Wasser vermischt und dann mit Milch aufgefüllt, was braunen Schaum ergibt.

## Etymologie
Viele Autoren halten es für wahrscheinlich, dass Louis Auster, der jüdische Besitzer eines Candy shops, das Mischgetränk in den 1890er Jahren erfunden hat. Der Name sei auf Grund des weißen Schaums gewählt worden, der sich oben auf dem Getränk bildet und der eine gewisse Ähnlichkeit mit geschlagenem Eischnee habe. Eine andere Darstellung besagt, dass das Getränk von Angestellten einer Sodawasser-Quelle kreiert wurde, die aus Eiern und Sahne eine Art Sirup hergestellt und mit Mineralwasser aufgefüllt hätten. Einige Zeit später sei die Eiermischung durch einen Zuckersirup ersetzt worden. Auch der jiddische Theaterschauspieler Boris Thomashevsky (1880–1939) wird als möglicher Namensgeber genannt. Diskutiert wird auch die Möglichkeit, dass der ursprüngliche Name jiddisch war und später auf Englisch verballhornt wurde.